# Condado de Richmond (Virgínia)
O Condado de Richmond é um dos 95 condados do estado americano de Virgínia. A sede do condado é Warsaw, e sua maior cidade é Warsaw. O condado possui uma área de 560 km² (dos quais 65 km² estão cobertos por água), uma população de 8 809 habitantes, e uma densidade populacional de 15 hab/km² (segundo o censo nacional de 2000). O condado foi fundado em 1692.